# Cinema experimental
El cinema experimental és un art audiovisual situat entre les arts plàstiques i el cinema tradicional que fa servir un mitjà d'expressió artístic tot obviant el llenguatge audiovisual convencional: trenca les barreres del cinema narratiu estrictament estructurat i utilitza nous recursos per a expressar i fer sentir emocions, experiències i sentiments amb valor estètic i artístic. Empra efectes plàstics o rítmics lligats al tractament de la imatge i del so, sovint fora de normes i sense obeir regles predefinides. Per tant, es tracta d'un mètode de producció cinematogràfic que modifica rigorosament les convencions fílmiques i explora alternatives per a les formes de treball tradicionals. Moltes pel·lícules experimentals, especialment les primerenques, es relacionen amb arts d'altres disciplines, com ara la pintura, la dansa, la literatura i la poesia, i sorgeixen de la investigació i el desenvolupament de nous recursos tècnics.
El cinema experimental és un art al marge de la indústria i del sistema comercial que, per tant, no acostuma a estar lligat a les grans empreses ni es dirigeix a un públic ampli, sinó que s'enfoca a satisfer les necessitats d'un públic específic que comparteix, d'entrada, un interès per als productes que podrien ser qualificats, sense intenció pejorativa, com a marginals o també anomenats «de culte». De fet, tot i que algunes pel·lícules experimentals s'han distribuït per canals convencionals o fins i tot s'han realitzat en estudis comercials, la gran majoria s'han produït amb pressupostos molt baixos amb un equip mínim o amb una sola persona i s'han autofinançat o se'ls ha donat suport mitjançant petites subvencions. Els cineastes experimentals generalment comencen com a aficionats i alguns utilitzen les pel·lícules experimentals com a trampolí per a fer pel·lícules comercials o passar a posicions acadèmiques.
L'objectiu de films experimentals és generalment representar la visió personal d'un artista o promoure l'interès per les noves tecnologies, en comptes d'entretenir o generar ingressos, com és el cas de les pel·lícules comercials.

## Una difícil classificació
Com per a tota disciplina, la definició de cinema experimental està encara en discussió. Nombrosos termes han servit, de fet, per a designar tot o part del cinema experimental (també anomenat cinema pur, cinema absolut, cinema d'art, cinema underground, etc.). Es podria dir que una pel·lícula és experimental si ha estat concebuda fora de la gran indústria del cinema o bé si es tracta d'un film en què «les preocupacions formals són en un primer pla», deixant al marge les preocupacions industrials, econòmiques, comercials, literàries, teatrals, narratives, etc. El cinema experimental, a més, també se'l distingeix per anar a contracorrent de les normes cinematogràfiques habituals, sobretot en matèria de duració, ja que engloba pel·lícules d'una durada entre 25 hores (Four Stars, d'Andy Warhol) i 1/24 de segon de narració (Empire, del mateix Warhol, una pel·lícula de vuit hores constituïda a partir de bobines enganxades que enquadren un pla fix l'Empire State Building). El cinema experimental està lluny de tenir una definició unànime.

## Origen, història i principals exponents
Dues condicions van preparar l'Europa dels anys vint per a l'aparició del cinema experimental. En primer lloc, el cinema va madurar com a mitjà i la resistència contra l'entreteniment de masses minvà. En segon lloc, van sorgir els moviments d'avantguarda en les arts visuals gràcies a autors pictòrics dels corrents dadaistes i surrealistes de l'època en el cinema, que més tard contribuirien a la producció fílmica amb curts igualment dadaistes i surrealistes, com ara Hans Richter, Jean Cocteau, Marcel Duchamp, Germaine Dulac i Viking Eggeling.
La història del cinema experimental comença, doncs, amb el precinema i evoluciona fins a l'actualitat. Aquesta branca artística, però, va romandre, des de l'aparició del cinema comercial i industrial cap als anys 30, absent de la història oficial del cinema. No va ser fins al 1930, quan es publicà per primer cop la revista Experimental Cinema, que el terme va aparèixer directament. Paradoxalment, amb l'arribada del digital als anys 2000, aquest format sortí de l'ombra gràcies, sobretot, a les noves tecnologies de visualització i de realització en directe que permeteren una col·laboració extensa amb altres disciplines com ara la música i la dansa. Avui dia, una obertura possible a aquest món es troba en l'art contemporani, sota el format d'instal·lació de vídeo o de pel·lícula, o d'inversió directa a les sales de projecció.
Amb molt poques excepcions, entre elles Curtis Harrington, els artistes implicats en aquests primers moviments experimentals van romandre fora de la indústria comercial principal del cinema i l'entreteniment. Alguns van esdevenir professors per a compartir els nous estudis fílmics i, a partir del 1966, molts es van passar al camp universitari per a impartir docència en universitats com les de Nova York, l'Institut de les Arts de Califòrnia, el Massachusetts College of Art a Massachusetts o la Universitat de Colorado a Boulder.
Com a màxims exponents del cinema experimental cal destacar les produccions de Dudley Murphy i Man Ray, que van crear la pel·lícula Ballet Mécanique (1924), descrita com a dadaista, cubista o futurista; de Duchamp, que filmà la pel·lícula abstracta Anémic Cinéma (1926); d'Alberto Cavalcanti, que va dirigir Rien que les heures (1926); de Walter Ruttmann, director de Berlín, simfonia d'una gran ciutat (1927); i de Dziga Vertov, que va filmar L'home de la càmera (1929). Generalment, però, es considera que la pel·lícula experimental més famosa és Un chien andalou (1929), de Luis Buñuel i Salvador Dalí.

## Exhibició i distribució
A partir del 1946, Frank Stauffacher va dirigir el programa Art in Cinema per a donar a conèixer pel·lícules experimentals i d'avantguarda al Museu d'Art Modern de San Francisco.
Del 1949 al 1975, el Festival Internacional del Cinema Experimental de Knokke-het-Zoute, situat a Bèlgica, es va convertir en el festival de cinema experimental més important del món i permeté, entre altres fites, descobrir les avantguardes americanes l'any 1958 gràcies a les pel·lícules de Brakhage i de molts altres cineastes europeus i americans.
Del 1947 al 1963, el Cinema 16 amb seu a Nova York funcionà com a principal expositor i distribuïdor de pel·lícules experimentals als Estats Units. Sota el lideratge d'Amos Vogel i Marcia Vogel, Cinema 16 va prosperar com una societat sense ànim de lucre compromesa amb l'exhibició de pel·lícules documentals, d'avantguarda, científiques, educatives i de representació per a un públic cada vegada més nombrós.
El 1962, Jonas Mekas i una vintena de cineastes més van fundar The Film-Makers' Cooperative a Nova York, i aviat es van formar cooperatives d'artistes similars en altres llocs: Canyon Cinema a San Francisco, London Film-Makers' Co-op a Londres i el Canadian Filmmakers Distribution Center al Canadà. Seguint el model del Cinema 16, les pel·lícules experimentals s'exposaven principalment fora de sales comercials, en petites societats de cinema, microcinemes, museus, galeries d'art, arxius o festivals de cinema.

## Principals manifestacions
El cinema experimental es desenvolupà en el context de moviments contraris a la cultura de diversa tipologia:
1. Estètics: les avantguardes artístiques de principis del segle xx.
2. Polítics: cinema d'agitació del 1968, el cinema de propaganda.
3. Filosòfics-teòrics: l'estructuralisme, el cinema feminista i el cinema homosexual.
4. Culturals: l'underground i els moviments de la contracultura.

- El cinema corporal comprendria totes les tendències dels anys setanta, com el cinema del jo, els diaris filmats, els films militants, el cinema underground, el cinema de la materialitat i tots aquells que reivindiquen una experiència fílmica personal.
- El cinema estructural comprendria les grans avantguardes dels anys vint, l'anomenat cinema estructural dels seixanta i altres aproximacions seriades o minimalistes, el lletrisme, el cinema conceptual, el cinema que interroga el mateix cinema i totes aquelles metodologies que reivindiquen el film de les formes.

De tota manera, és obvi que hi ha molts cineastes que evidencien diferents aproximacions de les esmentades prèviament dins d'un mateix film o d'una obra a l'altra.

## Característiques
El cinema experimental engloba un ventall d'estils de producció cinematogràfica generalment força diferents, i sovint oposats, de les pràctiques del cinema comercial i documental convencional. Tot i que el concepte cobreix una àmplia gamma de pràctiques, una pel·lícula experimental es caracteritza sovint per l'absència de narrativa lineal, per l'ús de diverses tècniques abstractes (desenfocar, pintar o ratllar pel·lícules, editar ràpidament, etc.), per l'ús no diegètic del so i, fins i tot, per l'absència de banda sonora. L'objectiu és sovint situar l'espectador en una relació més activa i més reflexiva amb la pel·lícula.
Almenys durant la dècada del 1960, i fins a un cert punt, moltes pel·lícules experimentals van adoptar una postura d'oposició cap a la cultura dominant. És per això que la majoria d'aquestes pel·lícules es finançaren amb pressupostos molt baixos, s'autofinançaren o es finançaren amb petites subvencions, amb un equip mínim o amb un equip d'una sola persona, el cineasta. Moltes de les característiques més típiques del cinema experimental, com ara els enfocaments no narratius, impressionistes o poètics de la construcció de la pel·lícula, defineixen el que generalment s'entén com a tal.
La totalitat de les característiques d'aquest gènere, però, són difícils de concretar. José Antonio González, un autor mexicà, s'atreveix a definir el cinema experimental com «[…] un llenguatge cinematogràfic propi, que desenvolupa un art inseparable del mateix mitjà d'expressió. S'organitza d'acord amb una lògica que li és pròpia, la narració complexa, fragmentària, desconstruïda o inexistent. La concepció del film sembla aparèixer al llarg de l'experimentació i reflexió. D'altra banda, el rodatge i creació de guió són paral·lels, uns processos que es completen per a molts després de l'experiència de l'espectador. És per damunt de tot personal: el realitzador no sols integra totes les línies creatives del film sinó que moltes vegades les realitza ell mateix (càmera, so, edició, etc.)».
Així, doncs, i de manera general, es pot afirmar que el cinema experimental es caracteritza per:
1. Oferir un contingut narratiu que acostuma a ser insignificant, ja que la majoria del valor del film prové d'idees vinculades als somnis o als pensaments que es converteixen en l'únic tema de tota la pel·lícula. De tota manera, però, hi ha films que presenten molts temes sense relació aparent entre si.
2. No disposar de continuïtat seqüencial, ja que aquest mètode crea una unió entre plans i els aporta un significat nou.
3. Ampliar les dimensions de l'estructura narrativa coneguda fins a aquell moment, és a dir, evitar regir-se per les normes habituals pel que fa a estructura i sintaxi visual.
4. Contraposar-se al cinema comercial de narrativa ortodoxa dirigit al gran públic.
5. Voler donar visibilitat a les convencions socials i cinematogràfiques tot canviant les seves pròpies normes i models, per exemple, suprimint-les, afegint-les, invertint-les o reordenant-les.
6. Treballar amb material aliè al propi per a revalorar i contextualitzar materials cinematogràfics desconeguts, procés anomenat metratge apropiat.
7. Utilitzar el material cinematogràfic per a mostrar situacions internes.
8. Incorporar el públic com a element indispensable per al desenvolupament del film i que, per tant, esdevé part de l'experiència fílmica.
9. Estar delimitat pels paràmetres tecnològics, que en cas favorable permeten l'ús de suports audiovisuals digitals innovadors.
10. Explorar les característiques audiovisuals del film per part del cineasta, que combina so i imatges en moviment amb criteris i coneixements de la cultura artística en general i que hi inclou altres arts com la poesia, la música, la dansa o el teatre per a donar una visió o una opinió pròpia del món.
11. Crear una obra que necessita la crítica activa dels espectadors per a la seva lectura.
12. No limitar-se al camp tècnic de la pel·lícula sinó tractar, d'igual manera, els aspectes ideològics i les diverses maneres de percepció del film.

## Mitjans estètics i de producció

### Mitjans estètics
- Eixamplament de les normes restrictives i arbitràries del cinema comercial (gènere, durada, suport, etc.). Cada film experimental s'organitza d'acord amb una lògica que li és pròpia.
- Narració complexa, fragmentària, desconstruïda o inexistent.
- Concepció del film que aflora al llarg de la pel·lícula: experimentació i reflexió; el rodatge i l'escriptura van junts.

### Mitjans de producció
- El film com a element personal: el cineasta no sols integra totes les línies creatives de la pel·lícula, sinó que moltes vegades les fa ell mateix (preses de càmera o de so, edició, desenvolupament, etc.). Aquest és un cinema per a cineastes en oposició al cinema d'autor o de realitzador.
- Autoproducció i pressupost mínim.
- Distribució i difusió per vies paral·leles o cooperatives.

El cinema anomenat d'autor o d'art i assaig pren distància respecte als criteris normatius del cinema tradicional; s'inscriu, però, en un sistema de producció i distribució comercial, i per això li resulta tremendament difícil apartar-se de les normes.

## Públic
És indispensable el paper del públic en el cinema experimental, ja que, d'alguna manera, aquestes obres experimenten amb ell. De fet, André Parente diu, en referència als elements del cinema experimental, que «[…] el cinema [experimental] fa convergir tres dimensions diferents: l'arquitectura de la sala, hereva del teatre a l'italiana [posa èmfasi en l'espai, que acaba de donar forma al film, i hi inclou, a més de l'espai físic, el públic i la seva atenció i reacció, i tot el que pugui succeir en aquella sala i que pugui intervenir, d'alguna manera, en la projecció]; la tecnologia de captació/producció, el patró de la qual fou inventat a finals del segle XIX; i la forma narrativa».
És convenient destacar la necessitat de produir un cinema que cerca en el llenguatge i en la narrativa tot allò intel·lectual, social i sentimental que fa participar el públic. Aquest n'és l'objectiu. Amb l'experiència reïx connectar un conjunt d'espectadors actius amb les idees i les perspectives d'un món que necessita reflexions i crítiques.

## Països precursors

### França
L'aparició del cinema experimental a l'estat francès es vincula al finançament i a la distribució de pel·lícules narratives desvinculades de l'escola avantguardista i els cineclubs per part de molts cineastes de l'època. Entre aquests erudits destacaren les figures d'Abel Gance, Jean Epstein i Marcel L'Herbier, que realitzaren films tot combinant l'experimentació narrativa, l'edició rítmica, la subjectivitat dels personatges i el treball de càmera.
Es pot afirmar esquemàticament que les quatre cooperatives sorgides als anys 70 i 80 vinculades al cinema experimental francès es poden diferenciar d'acord amb aquestes quatre tendències:
- Le Collectif Jeune Cinéma (1971), que empra el nom de cinéma différent i s'aproxima més al cinema corporal des d'un enfocament literari.[11]
- La Paris Film Coop (1974), que s'apropa més al cinema estructural i postestructural i al cinema científic o d'animació.
- Lightcone (1982), la cooperativa cinematogràfica més important de l'Europa de l'època, que disposava de molts artistes que treballaven amb metratge apropiat (found footage).[12]
- Federació de cooperatives i grups de distribució francesos.[13]

### Estat espanyol
Durant els anys setanta, l'empresari navarrès Juan Huarte, mecenes de Jorge Oteiza, Eduardo Chillida i Antonio López, funda la productora X Fims per a promoure el cinema experimental a l'estat espanyol. Gràcies a aquest fet, José Antonio Sistiaga realitzà una primera pel·lícula abstracta pintada a mà sobre cel·luloide i titulada Ere erera baleibu icik subua aruaren. De la mateixa manera, un altre pintor, Rafael Ruiz Balerdi, filmà un dels curtmetratges experimentals més cèlebres del cinema espanyol: Homenage a Tarzán. Un altre artista a destacar és Gonzalo López-Gallego, un productor mogut per l'obsessió de fer servir un llenguatge inusual. Tanmateix, aquest director no concebé una pel·lícula sense fil conductor, encara que fou abstracta, minimalista i irreal. Un gran nombre d'altres productors, com ara José Luis García, Luis Eduardo Aute, Jordi Grau, Claudio Guerín i Gabriel Blanco, també treballaren i donaren els primers passos en el gènere gràcies a la productora de Huarte, la qual va ser homenatjada el 2006 al Festival Punto de Vista.
En un apartat aliè cal destacar la figura de Luis Buñuel, un director de cinema que nasqué l'any 1900 a l'estat espanyol i que, posteriorment, se n'anà a Mèxic, on realitzà la majoria de les seves obres. És considerat un dels directors més importants i originals de la història del setè art; l'any 1929, juntament amb Salvador Dalí, realitzà el film pioner del cinema experimental a nivell mundial: Un chien andalou. Altres obres destacables en són:
- L'edat d'or (1930)
- Els oblidats (1950)
- Tristana (1970)
- El fantasma de la llibertat (1974)
- Aquest obscur objecte del desig (1977)

Malgrat que el caràcter de la seva obra fa complicat connectar-lo amb altres tendències de l'experimentació cinematogràfica, també cal destacar José Val del Omar, que fou el primer director experimental espanyol que aconseguí certa rellevància internacional després d'Un Chien andalou de Buñuel. Va guanyar un premi per la «fotografia tàctil» de Fuego en Castilla al Festival de Canes de 1961.
A nivell geogràfic, les ciutats de Barcelona (amb autors com ara Pere Portbella, José Maria Nunes i Carlos Atanes), Gijón, Madrid i la comunitat autònoma de Galícia en van ser els principals focus actius. De tota manera, en tot l'estat i al llarg dels anys, s'ha defensat la inexistència d'un epicentre específic de desenvolupament d'aquest gènere. No obstant això, des de fa uns anys, a Madrid s'organitza anualment el festival de La Setmana de Cinema Experimental, que fomenta la investigació cinematogràfica i serveix de plataforma d'exhibició per als artistes. Hi ha més festivals i museus importants que difonen el gènere: el festival internacional IVAHM, el museu central d'arts d'avantguardes La Neomudejar, el Centre de Documentació i Investigació del Vídeoart (CIDV), el festival L'Alternativa i la sala Xcèntric (CCCB) a Barcelona, el Festival Punto de Vista a Pamplona, el Centro Galego de Artes da Imaxe (CGAI) a La Corunya i el festival Optica a Astúries.

### Argentina

#### Claudio Caldini
Va néixer a Buenos Aires l'any 1952 i va aprendre els principis de l'òptica i la mecànica fotogràfica i cinematogràfica des de ben petit. Es dedicà a experimentar amb la música i la dansa i, posteriorment, amb el cinema. Des dels anys 1990 se'l considera un ser precursor i referent argentí en el mateix àmbit. Va produir nombroses peces artístiques, entre les quals destaquen: Lux Taal (curtmetratge de 2009), S/T (curtmetratge de 2007), A través de les ruïnes (1982), Vadi-Samvadi (curtmetratge de 1981), Quartet (curtmetratge de 1978), Baltasar (curtmetratge de 1975), Finestra (curtmetratge de 1975) i Film-Gaudí (curtmetratge de 1975).
Per a Caldini, «[…] el cinema experimental sempre presenta la seva pròpia manera i no cerca un fil narratiu. No hi ha mimesi, no hi ha diegesi, no hi ha res de tot allò característic de la teoria cinematogràfica. […] El cinema experimental per a mantenir-se viu […] ha de trencar contínuament, però ja quasi no queden nuclis per a trencar». Concep una clara direcció de ruptura amb la narrativa pròpia de les novel·les, dels relats d'accions o de les representacions teatrals, ja que no és possible determinar una lògica definida d'anàlisi dels seus films pel fet que aquests es troben més enllà de l'experiència quotidiana de l'individu i experimenten, per exemple, un joc temporal que es mou més ràpidament que la velocitat exigida per a la càmera. Aquest fet obliga l'espectador a mirar amb més atenció, i li permet eliminar els seus propis límits constructius com a espectador passiu. Pot fragmentar el mur de prejudicis amb els quals s'ha educat per mirar pel·lícules i, per contra, es pot mostrar disposat a gaudir del film, tot pensant que la seva narració està subjecta a un altre tipus d'anàlisi conceptual amb la presència d'imatges fragmentades, descontextualitzades i sobreposades que, malgrat tot, continuen aferrades a la idea inicial del projecte del film.
Per exemple, Caldini, en l'obra Lux Taal, es refereix a un concepte inicial que, a partir del títol, condueix l'espectador a analitzar-lo com una paraula combinada: Lux Taal. A més, aquest mot és l'expressió verbal de dues cultures, ja que Lux en llatí es refereix a una font il·luminada, mentre que Taal en sànscrit es refereix a intervals temporals. Pel que fa al contingut del film, el cinema experimental s'evidencia en els dispars de llum, en les formes compostes de foscor i claror i en la il·luminació present dins l'obscur com si es mostrés el recorregut d'un planeta. L'espectador incorpora aquestes característiques a la seva ment, de manera que els esclats produïts en la foscor es converteixen en components amb una certa vitalitat. Una vegada les imatges són incorporades dins la seqüència de la producció, i en relació al concepte que el temps té forma d'espiral, s'observa el funcionament de la màquina de Caldini, que reprodueix una realitat amb aparença de dibuix gràcies a l'entrada i sortida dels diferents projectors. Per a l'argentí, això era l'experimentació cinematogràfica, transmetre una idea, un concepte des de la composició d'imatges fins a la percepció de l'espectador.

#### Narcisa Hirsch
Una altra exponent d'aquest corrent fou Narcisa Hirsch, que hi dedicà tota la vida. Nascuda a Berlín l'any 1928, aquesta pintora, més tard esdevingué pionera del cinema experimental a Argentina. Va crear obres audiovisuals durant les dècades dels 60 i 70 en format d'instal·lacions artístiques, performances, grafits i intervencions urbanes. Va començar com a directora cinematogràfica dins d'un moviment d'artistes que s'aproximaren al cinema des de diverses disciplines. Aquest fou el cas de Marie Louise Alemann, Claudio Caldini, Juan José Mugni, Juan Villola i Horacio Vallereggio, entre molts altres.
Hirsch definia el cinema experimental com «[…] un llenguatge distint i per això s'ha de tenir paciència. La majoria del material de les pel·lícules era de super 8. Durant els 1970 vam ser un grup de cinema experimental, molt artesà. Cadascú treballava en allò seu però projectàvem junts en algun soterrani, i finalment gràcies a Maria Louise Alemann, a l'Institut Goethe, que avui dia fa les recopilacions de les pel·lícules dins d'un marc més teòric. No s'ha d'entendre res, s'ha de deixar fluir amb les imatges i amb el so, i ja està. Si això és del teu gust, si no, bé, és com la música. Pel que fa al «mite de Narcís» [referint-se al seu últim film El mite de Narcís] és una estratègia que vaig adoptar, vaig capitalitzar el meu nom que sempre ha estat una mica de flagel, i llavors vaig fer alguna cosa sobre mi mateixa, negant el mite original que afirma que Narcís es va veure a l'estany i s'enamorà de si mateix. Jo dic que no s'enamorà de si mateix, sinó que es mirà a l'estany per a conèixer-se a si mateix, i en acostar-se massa a les aigües va caure i s'ofegà, perquè aquest coneixement no es pot tenir i això és el que intento dir en la pel·lícula».
Durant els seus anys de producció creà moltes peces artístiques, entre les quals El mite de Narcís (60') (2011), Celebració (curtmetratge de 2007), L'erotisme del temps (curtmetratge de 2006), El mite de Narcís (20') (curtmetratge de 2005), Aleph (curtmetratge de 2005), Ama-zònia (curtmetratge de 2001), Home coming (curtmetratge de 2001), Rumi (curtmetratge de 1999), A Déu (curtmetratge de 1989), Anna, on ets? (1985), Per a Virgínia (curtmetratge de 1984), Orelie Antoine, rei de la Patagònia (curtmetratge de 1983), Come out (curtmetratge de 1974), Pink Freud (curtmetratge de 1972), Descendència (curtmetratge de 1971), Cançons napolitanes (curtmetratge de 1971), Patagònia (16') (curtmetratge de 1970), Patagònia (10') (curtmetratge de 1970), Retrat d'un artista com a ésser humà (curtmetratge de 1969), Marabunta (curtmetratge de 1967) i Pomes (curtmetratge de 1966).

### Alemanya

#### Walter Ruttmann
Va néixer l'any 1887. És un dels pioners del gènere a Alemanya. Arquitecte i pintor, la seva carrera cinematogràfica començà a principis dels anys 1920, quan n'enriquí el llenguatge com a mitjà expressiu tot utilitzant un conjunt de noves tècniques que després influirien en molts cineastes posteriors. Algunes obres memorables d'aquest artista són:
- Opus I (1921)

- Opus II (1923)
- Berlín, simfonia d'una gran ciutat (1927)
- In der Nacht (1931)
- Acer (1933)

#### Hans Richtner
Va néixer a Berlín l'any 1888. Va entrar en l'art modern pel cubisme l'any 1914, que l'inicià en el desenvolupament posterior del moviment dadà alemany. Els seus primers films abstractes són del 1917. La seva obra més destacada fou Rhythmus 21 (1921). D'altres obres són: 
- Rhythmus 23 (1923)
- Filmstudie (1926)
- Ghosts Before Breakfast (Vormittagsspuk) (1927)
- Race Symphony (1928)

### Unió Soviètica
Els cineastes soviètics també van trobar una contrapartida a la pintura i la fotografia modernistes en les seves teories del muntatge. Les pel·lícules de Dziga Vértov, Sergei Eisenstein, Lev Kuleshov, Alexander Dovzhenko i Vsévolod Pudovkin van ser fonamentals per a proporcionar un model alternatiu al que oferia el Hollywood clàssic. Tot i que no eren pel·lícules experimentals en si mateixes, van contribuir al llenguatge cinematogràfic de les avantguardes de l'època.

## Influència posterior en els principals mitjans comercials
Tot i que un nombre relativament reduït de professionals, acadèmics i erudits coneix el cinema experimental, aquest ha influït i continua influint enormement en la cinematografia, en els efectes visuals i en l'edició. A més, el gènere del vídeo musical es pot veure com una comercialització de moltes tècniques del cinema experimental. El disseny de títols i la publicitat televisiva també han estat influenciats per aquest mateix cinema experimental.